# Allan Hobson
John Allan Hobson (Hartford, 3 de junio de 1933-East Burke, 7 de julio de 2021) fue un psiquiatra e investigador del sueño estadounidense. Es conocido por su investigación en el Movimiento ocular rápido. Fue profesor de psiquiatría en la Escuela Médica de Harvard y profesor en el Departamento de Psiquiatría del Beth Israel Deaconess Medical Center.